# Setenuten
Der Setenuten (norwegisch für Sitzspitze) ist ein 2745 m hoher und felsiger Berg im ostantarktischen Königin-Maud-Land. Im Mühlig-Hofmann-Gebirge ragt er 1,5 km südlich des Petrellfjellet auf.
Norwegische Kartographen benannten den Berg deskriptiv nach seinem Aussehen und kartierten ihn anhand von Luftaufnahmen und Vermessungen der Dritten Norwegischen Antarktisexpedition (1956–1960).